# Тревър Франсис
Тревър Франсис (роден на 19 април 1954 в Боксхил Плимут, Англия) е бивш футболист, печелил два пъти Купата на европейските шампиони с Нотингам Форест. Има 52 изиграни срещи с националния отбор на Англия. Той е първият английски играч с цена над 1 милион британски лири.
Играл е за тимовете на Бирмингам Сити, Детройт Експрес, Нотингам Форест, Манчестър Сити, Сампдория, Аталанта, Глазгоу Рейнджърс, Уонгонг Сити, Куинс Парк Рейнджърс и Шефилд Уензди. В актива си има 233 гола за 629 изиграни мача.
Също е бил и мениджър на отборите Куинс Парк, Шефилд Уензди, Бирмингам Сити и Кристъл Палас.
Франсис умира на 69-годишна възраст от сърдечен удар.